# Avowed
Avowed — рольова відеогра розроблена Obsidian Entertainment і видана Xbox Game Studios для платформ Windows і Xbox Series X/S. Avowed стала доступна 13 лютого 2025 року для гравців, що придбали Avowed Premium Edition та 18 лютого для власників звичайного видання. Це спіноф серії Pillars of Eternity.
Після виходу Avowed отримала змішану реакцію від критиків та ігрової спільноти. Гру хвалили за цікавий дизайн рівнів і бойові механіки, тоді як сюжетна і графічна складова зазнала найбільшої критики. 

## Ігровий процес
Avowed — це рольовий бойовик з можливістю перемикатися між видом від першої та третьої особи. Нова гра починається зі створення персонажа і, на відміну від перших двох ігор у всесвіті Pillars of Eternity, походження та роль головного героя (як посланця імперії Едир) є фіксованим й незмінним. У рамках сюжету протагоніст обмежений єдиною расою богоподібних — благословенних одним із богів ігрового всесвіту. Це благословення проявляється в унікальному зовнішньому вигляді, зазвичай у вигляді особливих рис обличчя, а також зміненого кольору й текстури шкіри. Гравці можуть змінювати зовнішній прояв цього благословення, а також обрати базову расу, яка обмежена лише людьми чи ельфами, оскільки едирці переважно належать до однієї з цих двох рас. Такі аспекти, як стать, передісторія, особистість, зовнішність і світогляд персонажа, гравці визначають самостійно. Більшість виборів впливають на доступні варіанти діалогів, рольову взаємодію та те, як персонажа сприймають інші мешканці ігрового світу. Деякі рішення безпосередньо впливають на ігрові механіки, тоді як інші носять виключно косметичний характер.
Бойова система Avowed зосереджена на динамічних сутичках у реальному часі, поєднуючи використання класичної холодної та далекобійної зброї з активацією здібностей і заклинань. Гравець має повну свободу у виборі стилю бою та може змінювати його на ходу. Гра побудована на системній взаємодії елементів, де, наприклад, вода може проводити блискавку, а вогонь протидіє льоду. Ці стихійні механіки активно застосовуються як у період мирного дослідження ігрового світу, так і в бою. Наприклад, зброя з елементальним уроном поступово накладає відповідні ефекти, які накопичуються та впливають на ворогів залежно від обраного елемента.
Бали досвіду здобуваються за вбивство ворогів і виконання квестів. Підвищуючи рівень, гравець відкриває нові здібності, що розподілені за категоризованими деревами навичок. Ці дерева ґрунтуються на класичних фентезійних архетипах і підтримують різні стилі гри та бойові ролі. Кожну здібність можна покращувати, підвищуючи її ефективність — кожна має три ранги, на які можна витрачати бали замість вивчення нових здібностей. Більшість здібностей розблоковуються виключно за рівнем персонажа, без вимог до характеристик чи необхідності відкривати попередні навички. Це дозволяє гравцям вкладати бали лише в ті здібності, які відповідають їхньому стилю гри. В Avowed відсутня традиційна система класів, тому гравці не обмежені набором здібностей чи зброї, характерних для конкретного класу, і можуть вільно комбінувати різні стилі гри. Гравці можуть легко змінювати свої атрибути та здібності, використовуючи внутрішньоігрову валюту, щоб експериментувати з різними білдами та стилями гри. Зброя також може бути покращена та вдосконалена.
В процесі гри до протагоніста приєднаються супутники, кожен з яких має свій власний характер і бойові навички. Активна ігрова група може налічувати до трьох персонажів включно з протагоністом. В Avowed загалом чотири супутники: Гіатта, Кай, Маріус і Яцлі. Вони є обов'язковими персонажами, які мають важливу роль у сюжеті і тісно пов'язані з розвитком подій та динамікою групи. Кожен супутник володіє унікальними бойовими навичками, має свою індивідуальну особистість і проходить власну сюжетну лінію, яку можна досліджувати під час гри.

## Сюжет

### Сетинг
Дія Avowed розгортається у фентезійному світі Еори, на далекому північному континенті під назвою Живі Землі. Це загадковий і незвіданий край, де серед жвавих портових міст простягаються хвилясті пагорби, глибокі долини та незвичайна, фантастична флора. Цей драматичний ландшафт охоплює різноманітні біоми й багатий світ екосистем. Багато відомих по минулих іграх франшизи фракцій заснували свої колонії у Живих Землях, зокрема імперія Едир, Прінчіпі сен Патрена, Ейр Гланфат, Рауатай, Вайліанські республіки та інші, менші спільноти.

### Синопсис
Гравці беруть на себе роль посланця з імперії Едир, особистого представника імператора, якому доручено розслідувати чутки про поширення дивного захворювання, що заражає і спотворює душі всього живого на континенті Живих Земель. Оскільки це становить загрозу для імперії і її інтересів у регіоні, імператор відправляє протагоніста, щоб виявити джерело хвороби і покласти їй кінець. Місцеві жителі Живих Земель погоджуються, що щось потрібно зробити, але з осторогою ставляться до розширення імперії на їхній прикордонній території. Прибувши у Живі Землі, протагоніст опиняється у круговерті безкінечної боротьби за владу в регіоні між різноманітними фракціями, що заснували тут свої колонії. Серед них особливо виділяється «Сталева Ґарота» — екстремістський орден паладинів з Едиру на чолі з Інквізиторкою Людвін, яка вважає, що за таємничим захворюванням стоїть щось більш зловісне, і закликає протагоніста не лише знищити джерело хвороби, а й підкорити всі бунтівні фракції острова. Вона вірить, що ця скверна є лише симптомом більш серйозних проблем — розбрату, руйнування та хаосу в Живих Землях. Товаришка протагоніста, Джиата, має іншу точку зору щодо хаосу в Живих Землях. На відміну від інших, які прагнуть контролювати чи зупинити цей хаос, вона вважає, що він є невід'ємною частиною ідентичності Живих Земель і тим, що робить їх унікальними. Вона пропонує прийняли дику природу, цінували її та навіть піклувалися про неї. Вона підштовхує протагоніста розкрити таємниці та загадки цих земель, ставши їхнім захисником від зовнішніх загроз.
В кінцевому підсумку гравець отримує три вибори: покласти край скверні, приборкати її хаос, що спустошує Живі Землі, або стати її єдиним захисником.

## Розробка
Obsidian Entertainment анонсували новий AAA-проєкт, як рольову гру з видом від першої особи у спільному з Pillars of Eternity всесвіті під час презентації Xbox Games у липні 2020 року. Avowed — це перший масштабний проєкт Obsidian Entertainment, розробка якого розпочалась вже після того, як Microsoft придбала студію в 2018 році.
У червні 2023 року на презентації Microsoft розробники представили новий трейлер гри, де, вперше за три роки після анонсу, більш детально продемонстрували ігровий процес, розповіли про сюжет та, найголовніше, зазначили релізне вікно у 2024 році. Генеральний директор студії Фергус Уркхарт сказав, що за обсягом Avowed більше схожа на минулі рольові ігри Obsidian, як-от The Outer Worlds, ніж на масштабний відкритий світ у стилі Skyrim, хоча на початкових етапах розробки орієнтиром для Obsidian була саме вона. На початку розробки Obsidian вирішили віддати перевагу сюжетній складовій, «більше зосередженій на глибині, ніж на ширині». «[...]Компаньйони є величезною частиною сюжету», — сказав Керрі Пател. «У більшості наших ігор компаньйони були необов’язковими, що, на мою думку, пропонує гравцям чудовий вибір, але це означає, що існує обмеження на те, наскільки глибоко ви можете прив’язати їх до основної історії. В Avowed ми вирішили, що компаньйони будуть основою, на якій ми побудуємо нашу історію».

## Оцінки і відгуки
| Агрегатор  | Оцінка                  |
| ---------- | ----------------------- |
| Metacritic | ПК: 78/100 XSXS: 80/100 |

| Видання        | Оцінка |
| -------------- | ------ |
| Eurogamer      | 4/5    |
| GameSpot       | 6/10   |
| IGN            | 7/10   |
| PC Gamer (США) | 8,2/10 |
| The Gamer      | 3/5    |
| The Guardian   | 3/5    |
| VG247          | 5/5    |

Avowed отримала «загалом позитивний» рейтинг на агрегаторі рецензій Metacritic, набравши 78 балів за версію на Microsoft Windows та 80 балів на Xbox Series.
Критики мали змішані почуття щодо геймдизайну і бойових механік. Тревіс Нортуп з IGN сказав: «Avowed запозичує так багато від Skyrim і Dragon Age, що в результаті перетворюється на загалом передбачувану пригоду, якій бракує власних унікальних ідей». Роберт Перчес з Eurogamer зазначив, що «іноді здається, ніби граєш у гру часів Xbox 360», додавши «Avowed відчувається приємно ненавантаженою зайвою складністю. Це пригода в теплому морському повітрі дивного й фантастичного острова і вона ніколи не втрачає цього відчуття — відчуття пригоди». На думку Шона Прескота з PC Gamer, «Avowed справляється як екшн-гра та блискуче працює як наративна гра з вибором, але з огляду на те, як радикально змінилися стандарти жанру RPG останнім часом, у 2025 році вона не виглядає видатним представником жанру. Її світ, хоча й прекрасний, занадто статичний — він не такий гнучкий і чутливий до дій гравця, як у деяких сучасних ігор, і навіть поступається класиці, яку намагається відтворити». 
Алесандро Барбоза з GameSpot розкритикував сценарій та персонажів: «Однією з ключових наративних проблем Avowed є її нецікаві напарники. [...]жоден із чотирьох доступних напарників не виділяється ані глибиною, ані особливою цікавістю. Вони значно яскравіші в бою завдяки своїм здібностям, але їхні історії та розвиток стосунків із головним героєм залишають бажати кращого». За словами Стейсі Генлі з The Gamer: «Avowed — це смілива спроба створити фентезійну гру, в якій можна грати на свій лад, але, хоча бойова система працює доволі добре, сюжет просто не дотягує. Гра прагне до занадто високих цілей, але зрештою не виправдовує амбіцій. Це дуже посередня версія шедевра, яким вона хоче бути. Історія нікуди не веде, а фінал завжди однаковий». Кеза Макдоналд з The Guardian зазначила: «Avowed спочатку задумувалася як відповідь Obsidian на серію The Elder Scrolls від Bethesda, і в найкращі моменти вона дійсно нагадувала Oblivion і Skyrim. Але разом із цим гра успадкувала їхню схильність до повторюваності та бойову систему, що відчувається легковажною й позбавленою відчуття ударної сили. Перші 15 годин здавалися сповненими потенціалу, але задовго до фіналу гра встигла мене втомити».